# 田清波

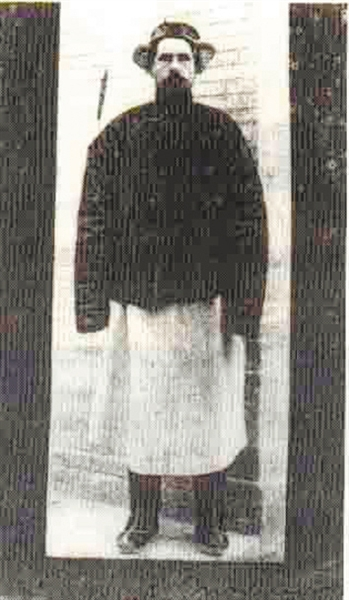
田清波
Antoine Mostaert

田清波（荷蘭語：Antoon Jules Edmond Marie Joseph Mostaert，1881年8月10日—1971年），生於比利時布吕赫，蒙古學家。

## 生平
在接受中等教育期間學習拉丁語和希臘語。 他加入了聖母聖心會，並被任命為天主教会的牧师。作為比利時的一名修士，他學習了中文，并熟練掌握。他也開始用艾薩克·雅各布·施密特的《蒙古語語法》（聖彼得堡，1831年版本）和蒙古語版的《新約聖經》來學習蒙古語。 1906年至1925年間，他在鄂爾多斯沙漠的鄂托克前旗城川鎮擔任傳教士。他早期的工作主要集中在鄂爾多斯蒙古語，研究音韻學和詞典編纂。
他還將漢文版的天主教作品翻譯成蒙古文，讓蒙古語形成了另一個研究領域。 從1925年到1948年，他住在北京，在那裡他主要致力於研究，也獲取了研究基金。 1948年，他搬到了美國，直到1965年退休到比利時，在蒂嫩去世。 他的蒙古名字是Tiyen Baísi或Nom-un BaísiTiyen，源於他的中文名字田清波。
除語言學外，他還從事民族志和民俗學研究。 1926年，他開始分析蒙古秘史。 總體而言，他幾乎擁有二十世紀西方學者蒙古人最高的學術權威，畢竟他在鄂爾多斯蒙古人中作為牧師生活的幾十年。 著名的東方學者尼古拉·尼古拉耶維奇·鮑培稱他為“......蒙古研究領域最傑出的學者。”
田清波的作品多次被引用，促進了其他學者，中國和西方，和他的學術影響，不能從他的正式出版物單獨判斷。 他的主要弟子司律思（Henry Serruys），主要在蒙古與明朝關係史研究。
他的私人圖書館和A. Mostaert的論文保存在比利時魯汶的Scheut紀念圖書館。

## 主要作品
- 鄂爾多斯口頭文本，收集和出版的介紹，形態筆記，評論和詞彙表（Pei'ping，H。Vetch，1937）
- Dictionannaire鄂爾多斯（北京，[Furen？]天主教大學，1941-4）
- 民俗學鄂爾多斯（Peip'ing，Catholic University，1947）
- Sur quelques passages de l’Histoire Secrète des Mongols, published separately in HJAS, 1950-2, in one volume, 1953
- 蒙古族的Houa i iu的蒙古族材料（1389年），布魯塞爾，比利時高等中國研究所1389年。

他還廣泛研究華夷譯語，其中像蒙古秘史一樣採用蒙古文的形式轉錄並翻譯成中文。 這部作品從未由他出版，但在1977年由Igor de Rachewiltz編輯出演

## 來源
- “牧師Antoine Mostaert，C.I.C.M。”，SergeEelisséeff，HJAS，第19節，vii-xiv
- Antoine Mostaert的散文（1881-1971）：C.I.C.M。 傳教士和學者，編輯。 Klaus Sagaster，1999。